# Blaues Wunder

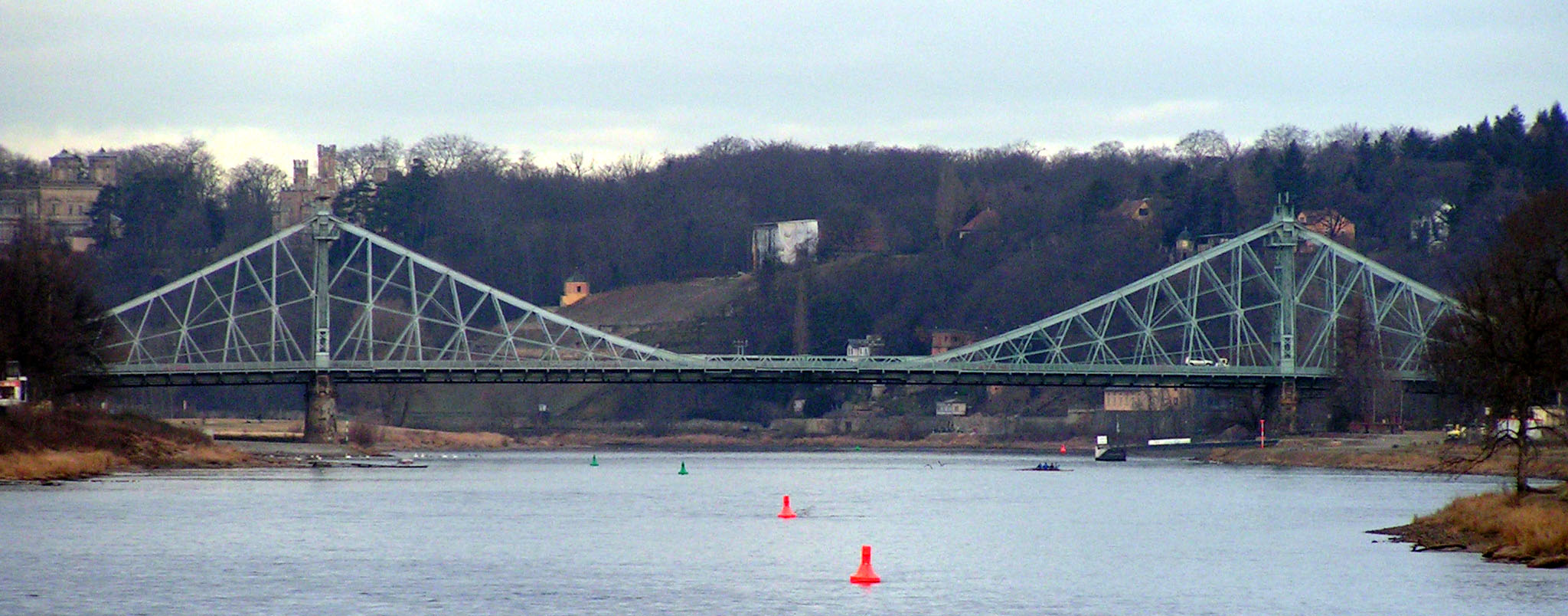
Blaues Wunder.

Blaues Wunder (em português: Milagre azul) cujo nome oficial é Loschwitzer Brücke, é uma ponte
cantilever que cruza o rio Elba, localizada na cidade alemã de Dresden.
Com 280 metros de comprimento a ponte foi inaugurada em 15 de julho de 1893.

## Galeria de imagens

Blaues Wunder
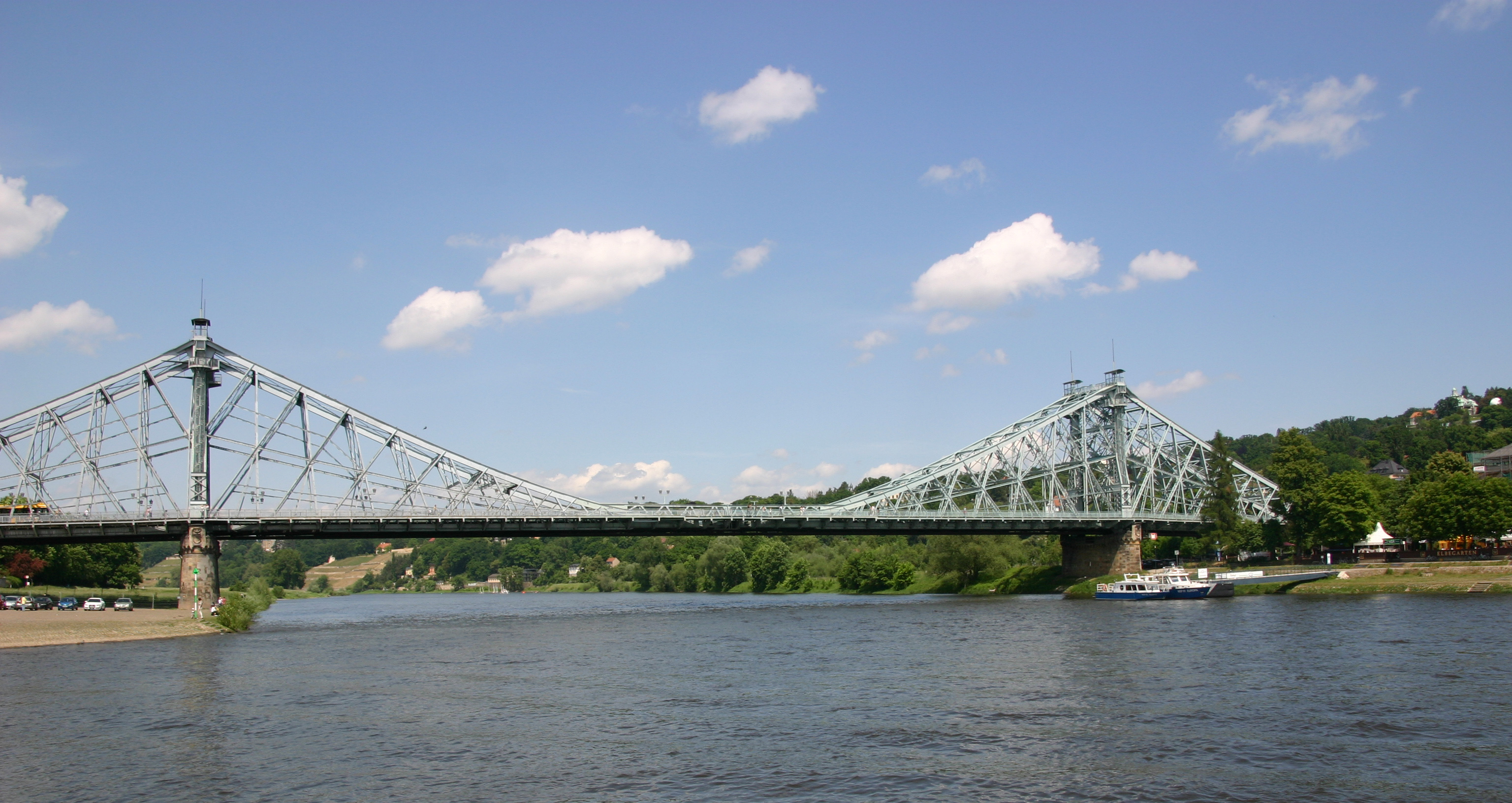
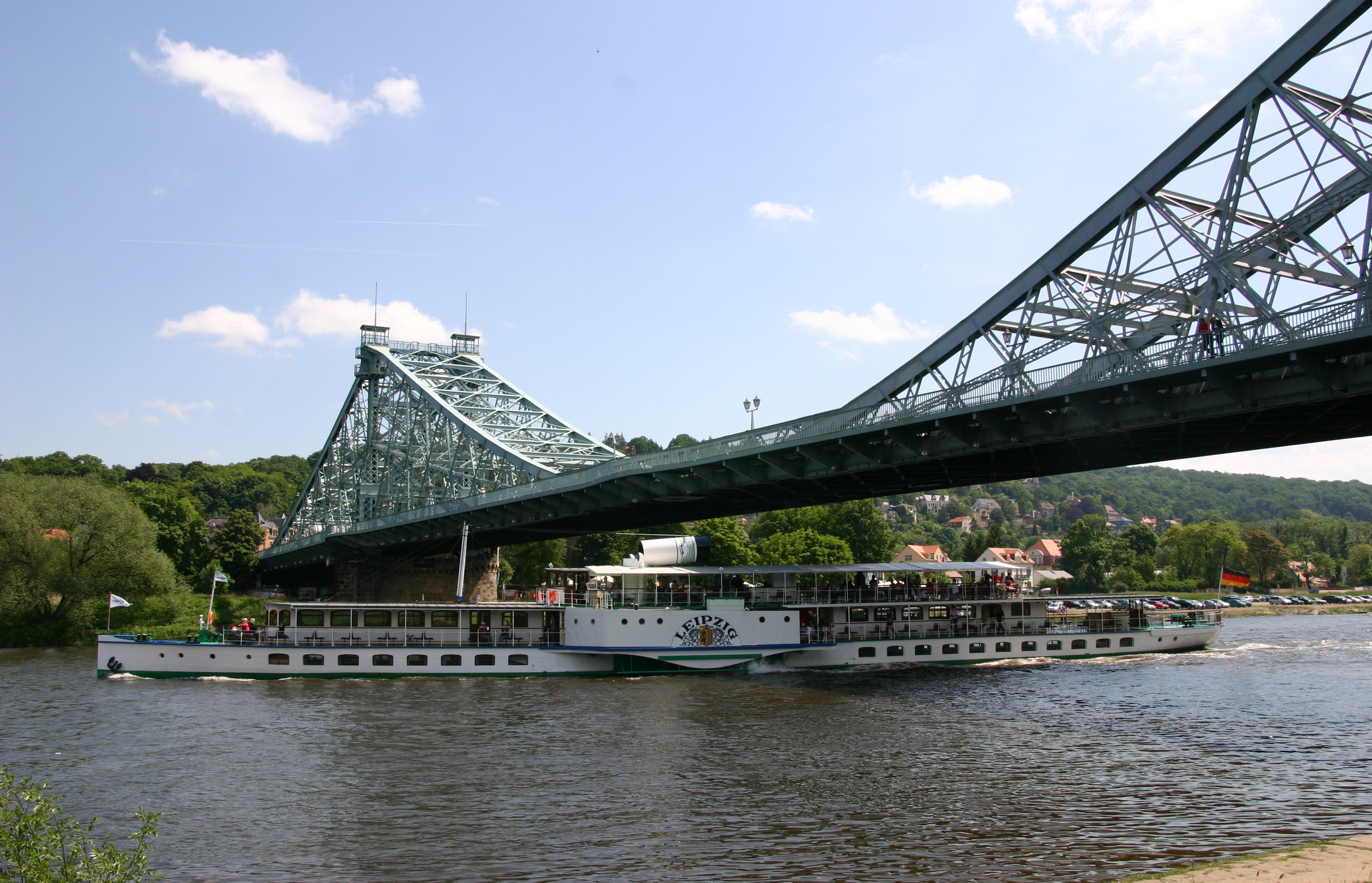
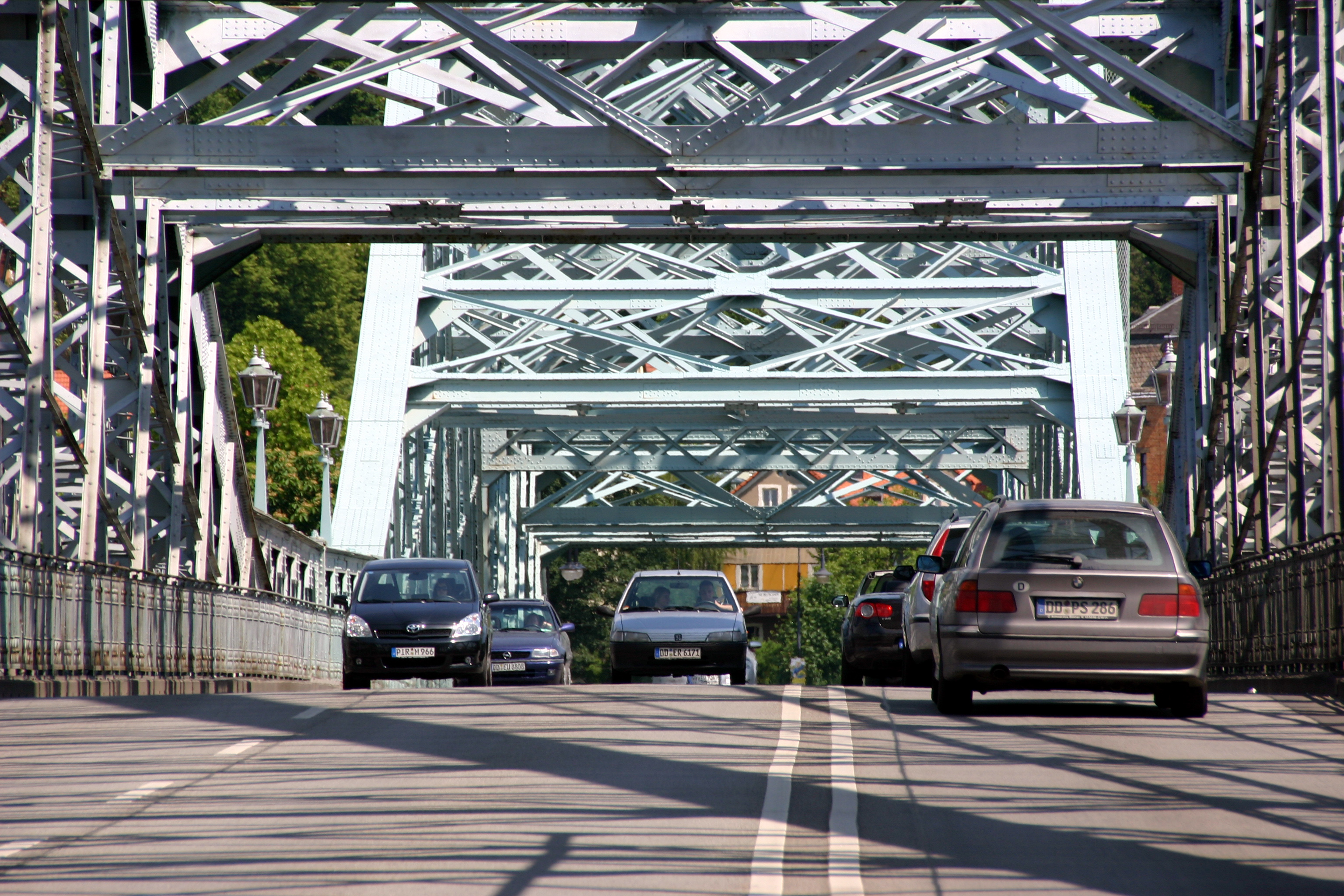
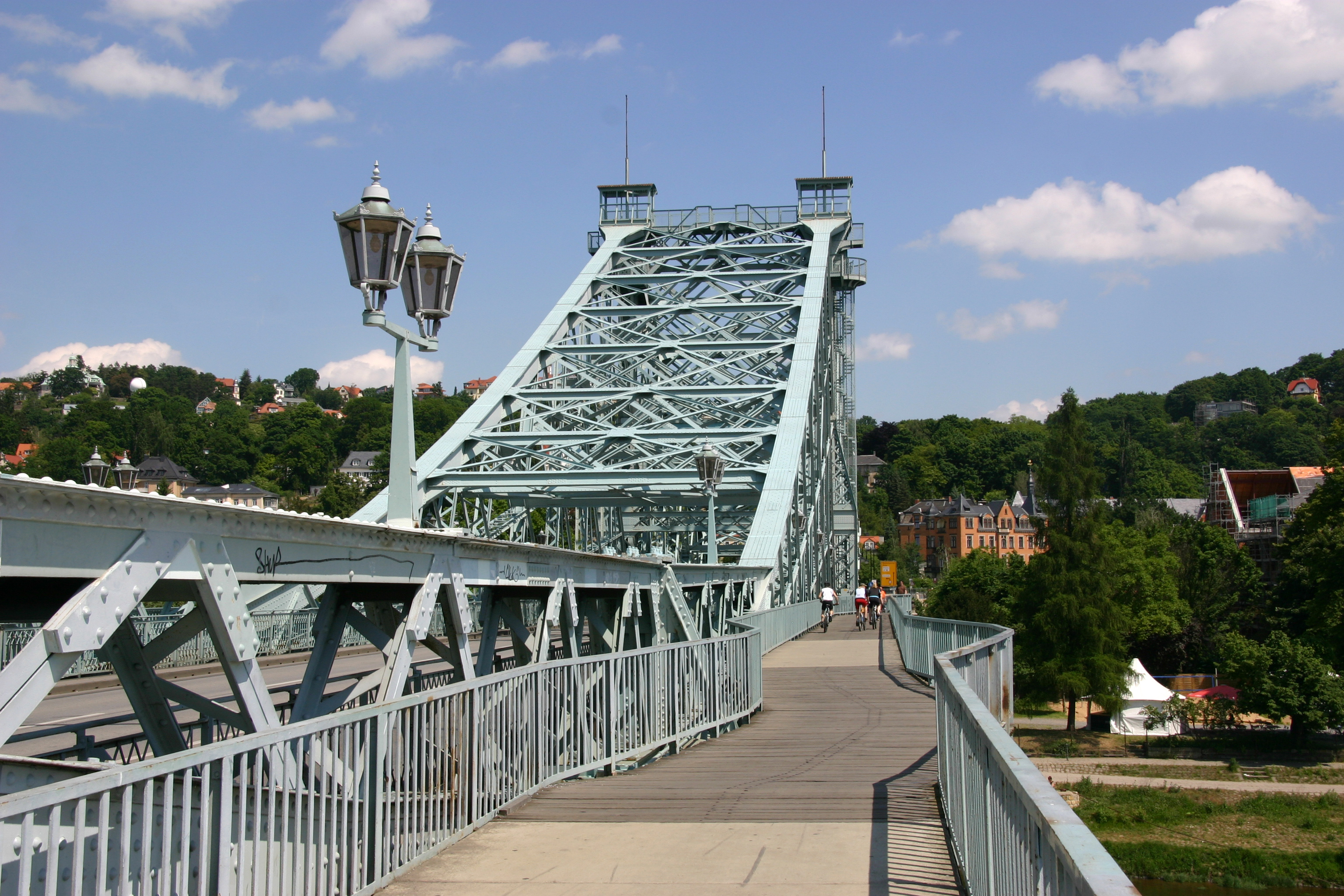
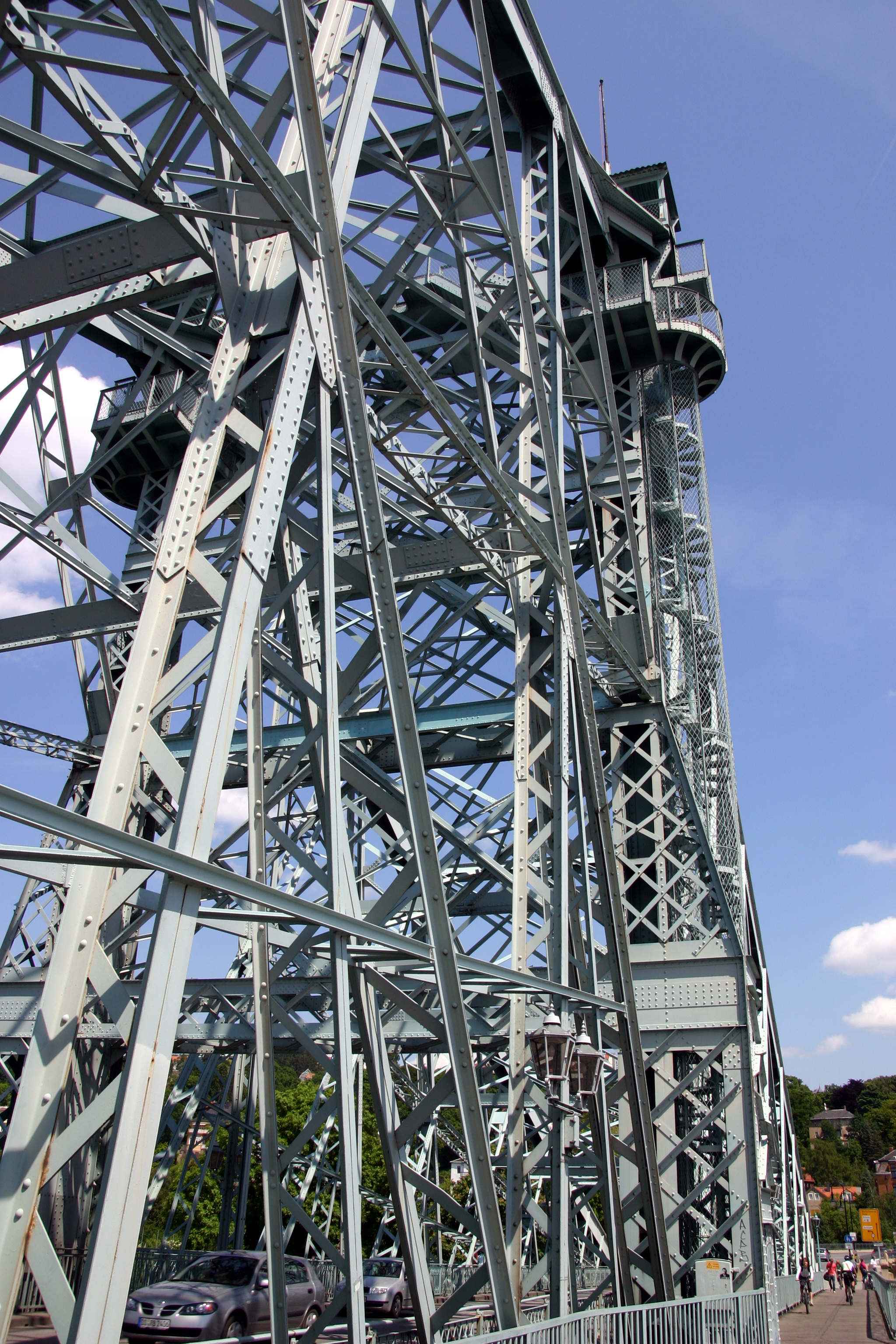
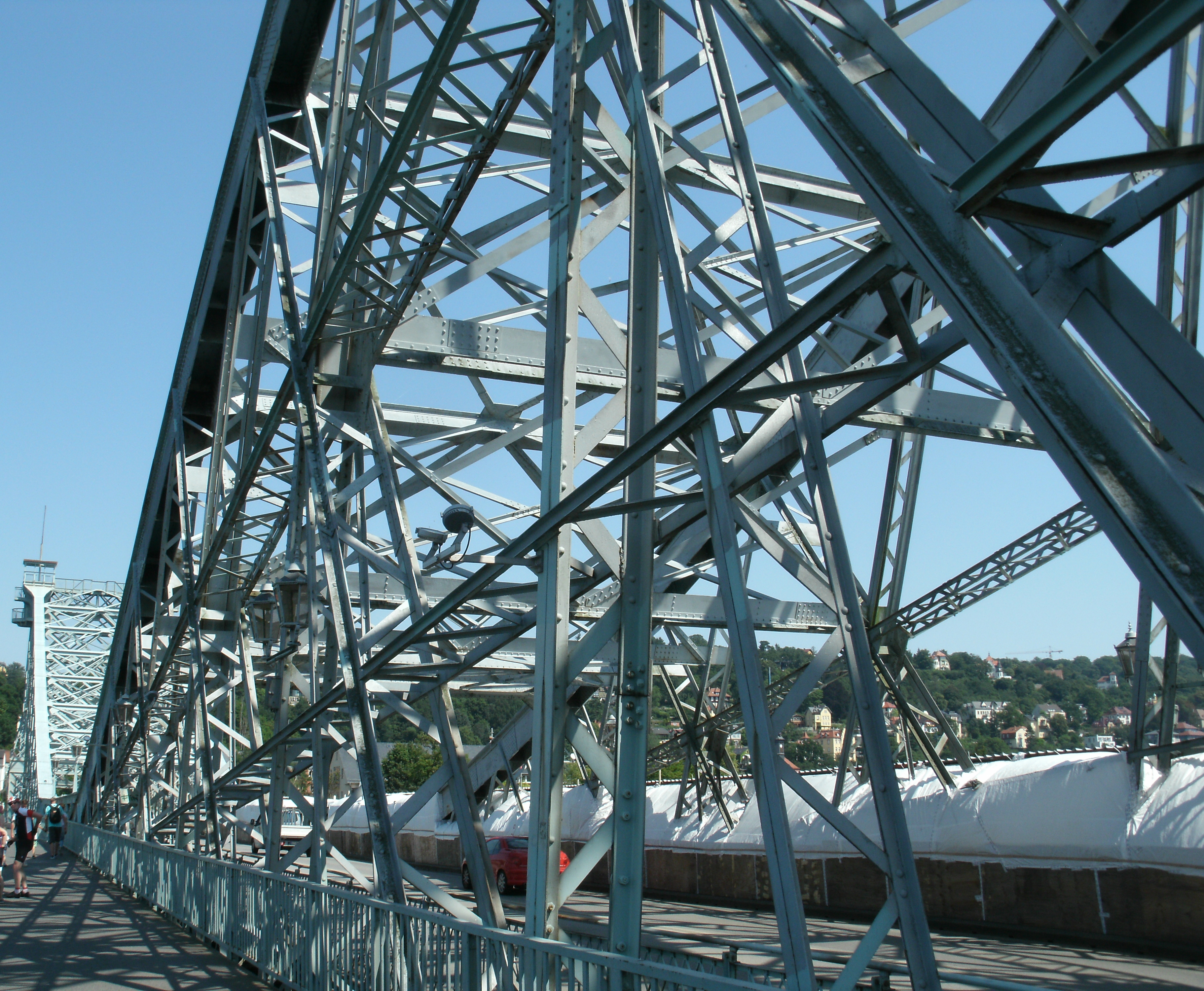
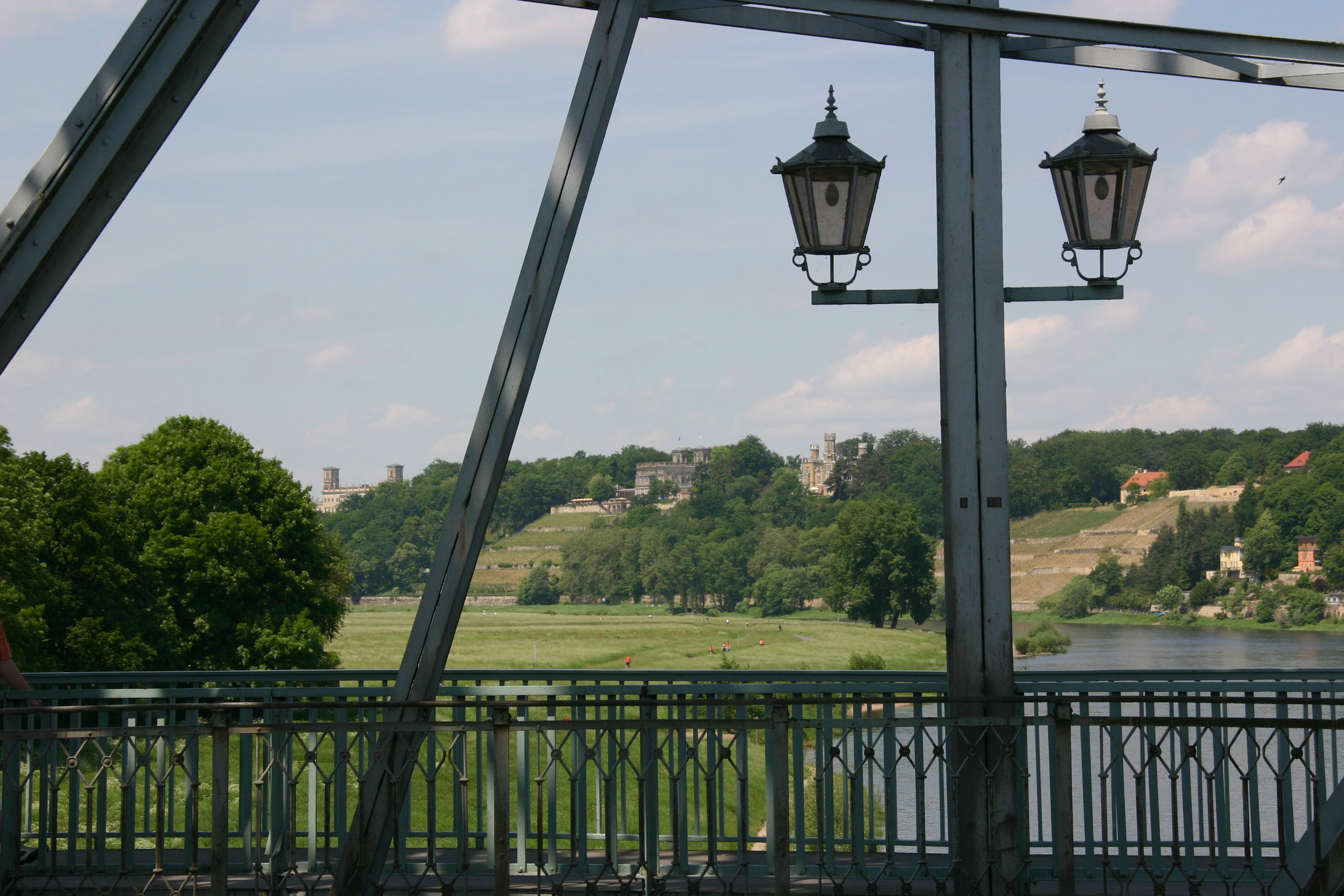